# 山下剛
山下 剛（やました ごう、1978年8月15日 - ）は、朝日放送テレビ（ABC）所属のアナウンサー。

## 来歴・人物
神奈川県横浜市出身、長野県北安曇郡池田町で育つ。法政大学第二高等学校、早稲田大学商学部を卒業後、2001年に朝日放送へ入社した。同期のアナウンサーには武田和歌子がいる。
愛称は「ごん」。朝日放送ラジオ『ABCミュージックパラダイス』の火曜日でパーソナリティを務めていた時期には、ゲスト出演の石川梨華（元モーニング娘。）による命名で、「ごーたん」とも呼ばれていた。
趣味は「会社にいること」。現在は、プロ野球・ゴルフなど、スポーツ中継実況を中心に活動している。
2008年8月に開催された北京オリンピックでは、朝日放送代表として、現地取材や男子マラソン実況中継のリポートを担当した。また、2009年から2011年までは、先輩アナウンサー・清水次郎の後任で、文化放送制作の箱根駅伝ラジオ中継にリポーターとして参加。朝日放送ラジオでも、山下のリポートが放送されていた。
詳細は不明だが、2020年の途中から体調を崩したとのことで、9月13日に『ABCフレッシュアップベースボール』の阪神タイガース対広島東洋カープ戦（阪神甲子園球場）ラジオ中継でベンチリポートを担当してからは番組への出演を見合わせていた。2005年の春季から進行を担当してきたラジオの競馬情報番組（『オン・ザ・ターフ!』→『ジョッキー・ルーム』）も、2020年秋季の『ジョッキー・ルーム』から後輩アナウンサーの横山太一が担当を引き継いでいるが、2021年2月1日午後の『ABCニュース』（ラジオ版）から番組への出演を再開。2021年4月以降は、プロ野球中継や『ジョッキー・ルーム』にも順次復帰している。もっとも、復帰当初のプロ野球中継では実況の機会が少なく、ベンチリポートや勝利監督インタビューを中心に担当していた。
2023年には、『ジョッキー・ルーム』を通じて親交のあった福永祐一騎手が調教師へ転身することを受けて、3月4日に阪神競馬場で開催された福永の騎手引退式で司会・進行役を務めた。その一方で、同年7月に福岡市内で開催の世界水泳選手権では、テレビ朝日グループが制作するテレビ中継に実況要員として派遣。「未経験だった」という飛込競技での実況やインタビュアーを、テレ朝チャンネル2向けの中継で任されていた。さらに、世界水泳の閉幕後も第27回全国高等学校女子硬式野球選手権大会決勝のテレビ中継（8月1日）や男子の第105回全国高等学校野球選手権大会中継で実況を担当していた関係で、阪神ホームゲーム中継での実況については6月14日の対オリックス・バファローズ戦（甲子園球場のナイトゲーム）ラジオ中継を最後に遠ざかっていた。しかし、9月14日の『ABCフレッシュアップベースボール』で関西ローカル向けに放送された阪神対読売ジャイアンツ戦（阪神甲子園球場でのナイトゲーム）中継（解説：下柳剛、ゲスト：ますだおかだ・増田英彦＝5回裏まで出演）で実況を任されたところ、阪神が2005年以来18年振りにセントラル・リーグでの優勝を自力（この試合での勝利）で決めた瞬間を伝えるに至った。さらに、この試合での9回表から阪神ナインによる岡田彰布監督への胴上げまでの実況が高く評価された末に、2023年度（第49回）アノンシスト賞の「ラジオ　スポーツ実況部門」で優秀賞を受賞している。

## 現在の出演番組
- 全国高校野球選手権大会中継
  - テレビ・ラジオとも実況・インタビュアーを担当。2010年・2012年・2018年にはラジオ中継、2013年はテレビ中継で開会式の実況を務めている。
  - 第100回大会が開かれた2018年には、8月12日の2回戦・星稜対済美のテレビ中継で実況を担当。済美が2点ビハインドで迎えた延長13回裏に、タイブレークから無死満塁のチャンスを招いた末に、矢野功一郎内野手が大会史上初の逆転サヨナラ満塁本塁打を放ったシーン[3] を伝えた。ちなみに、試合終了の瞬間には、「高校野球はすごい ! 高校球児はすごい!」と絶叫している[4]。
  - 新型コロナウイルスへの感染拡大の影響で第92回選抜高等学校野球大会・第102回全国高等学校野球選手権大会が中止された2020年も、2020年甲子園高校野球交流試合（第92回選抜大会への出場が内定していた全32校による8月中旬の招待試合）を朝日放送グループとBS朝日で中継することに伴って、一部カードの中継で実況を担当した。
  - 2022年の第104回大会決勝（仙台育英対下関国際戦）では、テレビ中継の実況アナウンサーとして、仙台育英（宮城代表）が東北地方の高校としては（春の選抜高等学校野球大会を含めて）初めての甲子園大会優勝を成し遂げたシーンを伝えた。
  - 2023年には、第27回全国高等学校女子硬式野球選手権大会決勝（神戸弘陵対岐阜第一戦、男子大会の開幕前週（8月1日）に甲子園球場で開催）の中継（朝日放送テレビが2021年から地上波テレビとインターネット配信の「バーチャル高校野球」で実施）で実況を初めて担当。男子の第105回全国高等学校野球選手権記念大会では、「延長戦におけるタイブレークの起点を13回表から10回表に繰り上げる」という高校野球公式戦の規定が甲子園大会で初めて適用された試合（8月6日の上田西対土浦日大戦）をラジオ中継で実況している。

### テレビ
- スーパーベースボール（実況・リポーター）
- スカパー!・Jリーグ中継・ガンバ大阪戦（2010年、J SPORTS・スカチャン）
- マイナビABCチャンピオンシップ - 2015年よりメイン実況を担当。山下が体調を崩していた2020年は大会そのものも開催中止。
- ABC NEWS（不定期、プロ野球シーズン中でも担当）

### ラジオ
- ABCフレッシュアップベースボール
  - 以前はオリックス・バファローズ戦（主に裏送り）も多数担当していたが、2012年時点では主に阪神タイガース戦で実況を担当。
- ABCニュース（不定期、プロ野球シーズン中でも担当）
- ジョッキー・ルーム（MC）
  - 前身番組の『オン・ザ・ターフ!』時代（2005年4月）から担当。2013年度の上半期（春季）から2021年度の上半期まで競馬シーズン限定で『Monday! SPORTS - JAM』（スポーツ関連の生ワイド番組）に内包されていたため、2013年4月から2016年9月までは他のスポーツアナウンサーと交互に同番組の全編、以降は、後述する「ジョッキー・ルーム」にのみ登場していた。
  - 『Monday! SPORTS - JAM』への内包コーナー時代の2020年度上半期で、出演をいったん終了。2020年度の下半期（秋季）から2021年度春季の途中までは、後輩アナウンサーで競馬中継の実況を経験していない横山太一がナビゲーターを単独で務めていた。2021年5月24日放送分（日本ダービー特集）から、横山との併用扱いで出演を再開。『Monday! SPORTS - JAM』の終了に伴う再度の単独番組化（2021年10月改編）を経て、横山がスポーツの担当を（再び）退いた2022年度の上半期から単独での出演に戻っている。
- ラジオで虎バン!
  - 他のスポーツアナウンサーと交互に、「タイガースヘッドライン」（阪神タイガース関連のニュース・取材報告コーナー）を随時担当。
- おはようパーソナリティ小縣裕介です（不定期）
  - 先輩のスポーツアナウンサーでもある小縣裕介が休演する場合に、2022年7月27日（水曜日）放送分からパーソナリティ代理を随時担当。

## 過去の出演番組

### 朝日放送→朝日放送テレビアナウンサー時代

#### テレビ
- ムーブ!（不定期）VTRリポートを担当
- おはよう朝日です（不定期）
- スカイ・Aスタジアム・楽天イーグルス主管試合（2007年までと2010年の一部）
- J SPORTS STADIUM（2009年 - 2012年）、オリックス主催試合実況J SPORTS）
- BASEBALL CENTER（FOX SPORTS ジャパン、2013年 - 2014年）・パ・リーグTV
  - いずれも不定期でオリックス・バファローズ主催試合中継の実況を担当
- 全日本大学駅伝対校選手権大会中継（テレビ朝日・メ〜テレ共同制作、全国ネット）
  - チェックポイント（中継所）での実況リポート要員の1人として、2012年まで派遣。
- 探偵!ナイトスクープ（2013年9月27日放送分）
  - 松村邦洋が「探偵」として最後に携わった「帰宅部の魔球vs.金本」で、1打席対決の実況を担当。
- 2023年世界水泳選手権中継（テレ朝チャンネル2での放送分）
  - 朝日放送テレビからの派遣アナウンサーとして、男女を通じて1m飛板飛込決勝の中継で実況を担当（詳細前述）。

#### ラジオ
- なるみ・八方のごきげんさん!（2002年4月 - 2006年3月）入社後初のレギュラー番組
- ABCミュージックパラダイス（2004年4月 - 2009年6月）
- イベント倶楽部
- 北京オリンピック・男子マラソン実況中継（2008年8月24日、朝日放送ラジオでは放送せず）30km地点リポーター
- 近鉄バファローズアワー（リポート）
- 元気イチバン!!ぶっちぎりプレイボール（2008年度）リポーター、水曜日担当
- 武田和歌子の野球にぴたっと。（2010年からの『ABCフレッシュアップベースボール』前座番組、実況・ベンチリポーター担当日を中心に出演）
- スポーツにぴたっと。→　武田和歌子のぴたっと。後半戦（2010 - 2015年度のナイターオフ番組、不定期）
- 東京箱根間往復大学駅伝競走実況中継（文化放送制作:NRNネット、2009年から2011年まで派遣）リポーター、往路・復路とも平塚中継所を担当
- 中央競馬実況中継 - 京都競馬場・阪神競馬場開催レース
- 山下剛のちょびっと（2016年2月1日 - 3日）
- 堀江政生のほり×ナビ（2016年度のナイターオフ番組）
  - スポーツ関連のニュース・企画を放送する第1部（18時台）に不定期で出演
- 伊藤史隆のラジオノオト（2017年度以降のナイターオフ番組） 
  - 「虎バンアナウンサー」として、他のスポーツアナウンサーと交互に、2019年度まで18時台の「スポーツヘッドライン」を担当[5]。
- 柴田博のほたるまち旅行社（2020年1月26日・2月2日）
  - 先輩アナウンサーの柴田博がインフルエンザへの感染に伴って1回分（2週分）の収録を休んだことに伴う代演。山下自身も収録後にインフルエンザへ感染したが、2月の阪神タイガース春季キャンプまでに体調が回復したため、キャンプの序盤から取材へ赴いている。
- 田淵麻里奈の夜あそびはココから（2020年4月29日・5月6日）
  - パーソナリティの田淵麻里奈が体調不良で休演したことに伴って、パーソナリティ代理を担当。いずれも、『ラジオで虎バン!』に続いて出演した。
- さあやろう!ABCラジオ吹奏楽部です（2022年7月24日・31日）
  - 後輩アナウンサーの桂紗綾の冠番組で、『吹奏楽の時間』の後継にあたる。法政二高時代に吹奏楽部でパーカッションを担当していた縁でゲスト出演。
- 山下剛のナイスじゃナイト!（2022年度のナイターオフ期間、パーソナリティ）
  - プロ野球のシーズン中（ナイターイン期間）には小早川秀樹（DJ）が単独でパーソナリティを務めていた生放送の音楽番組。このような番組をレギュラーで担当することは、『ABCミュージックパラダイス』の第1期（2004年4月 - 2009年6月）以来であった。
- UP↑↑（2023年度のナイターオフ期間、火曜日のパーソナリティ） - 松野美桜（NMB48のメンバー）とのコンビで担当[6]

### 朝日放送への入社前
- HAMA大国（テレビ神奈川）学生時代にアシスタントとして出演していた。